# Sybra
Sybra är ett släkte av skalbaggar. Sybra ingår i familjen långhorningar.

## Bildgalleri

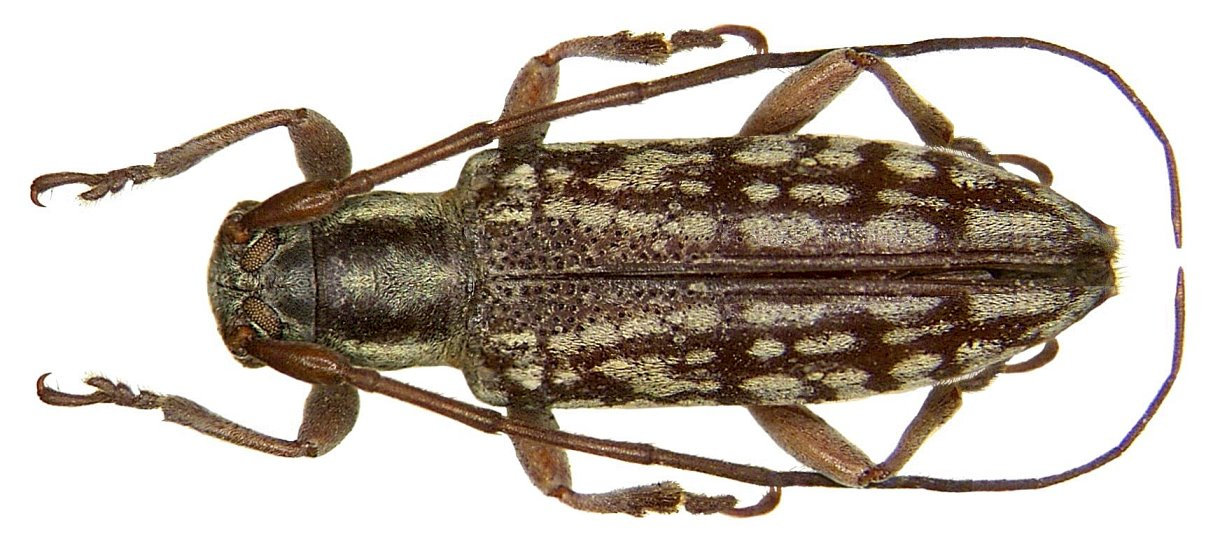
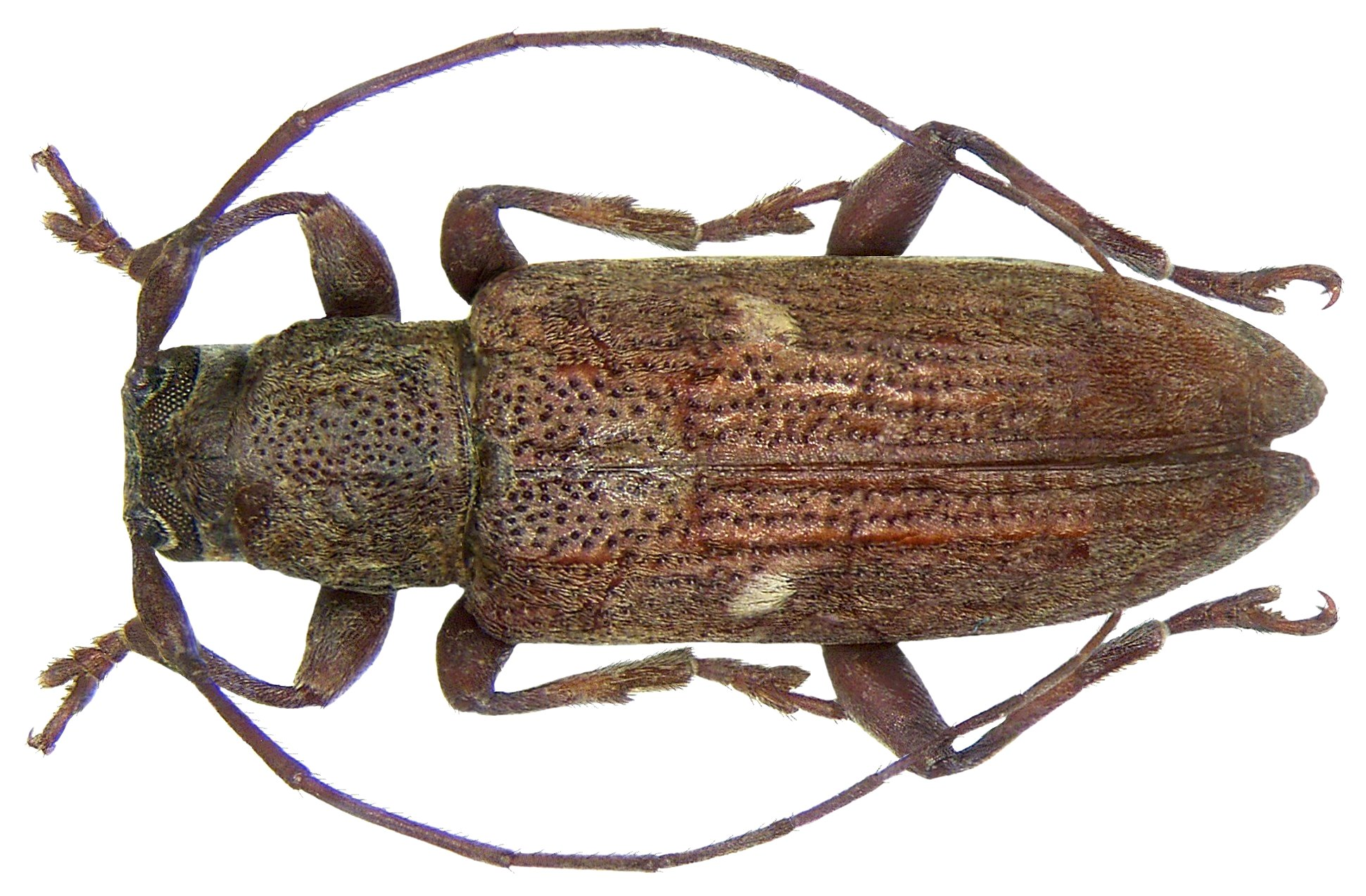
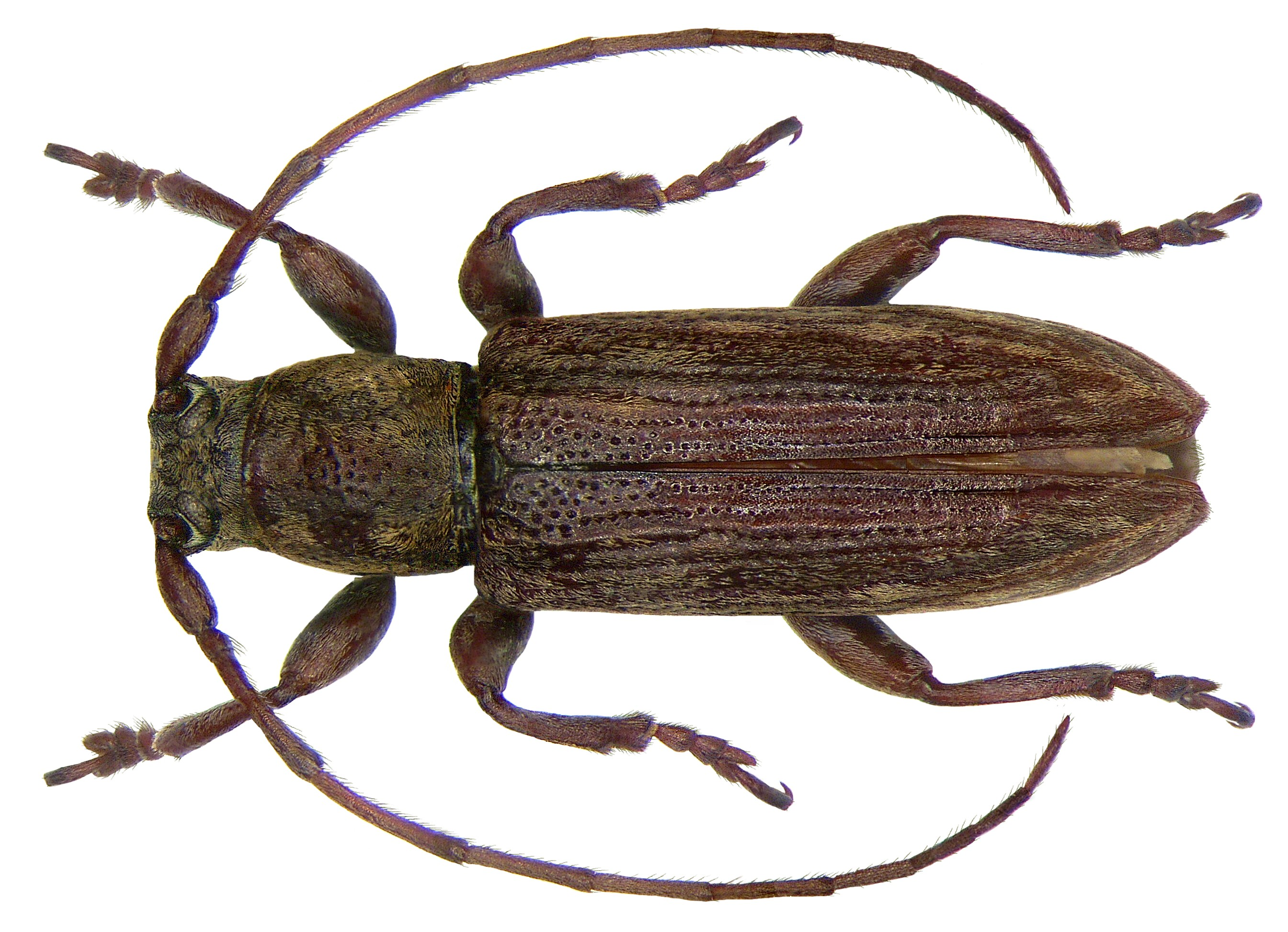
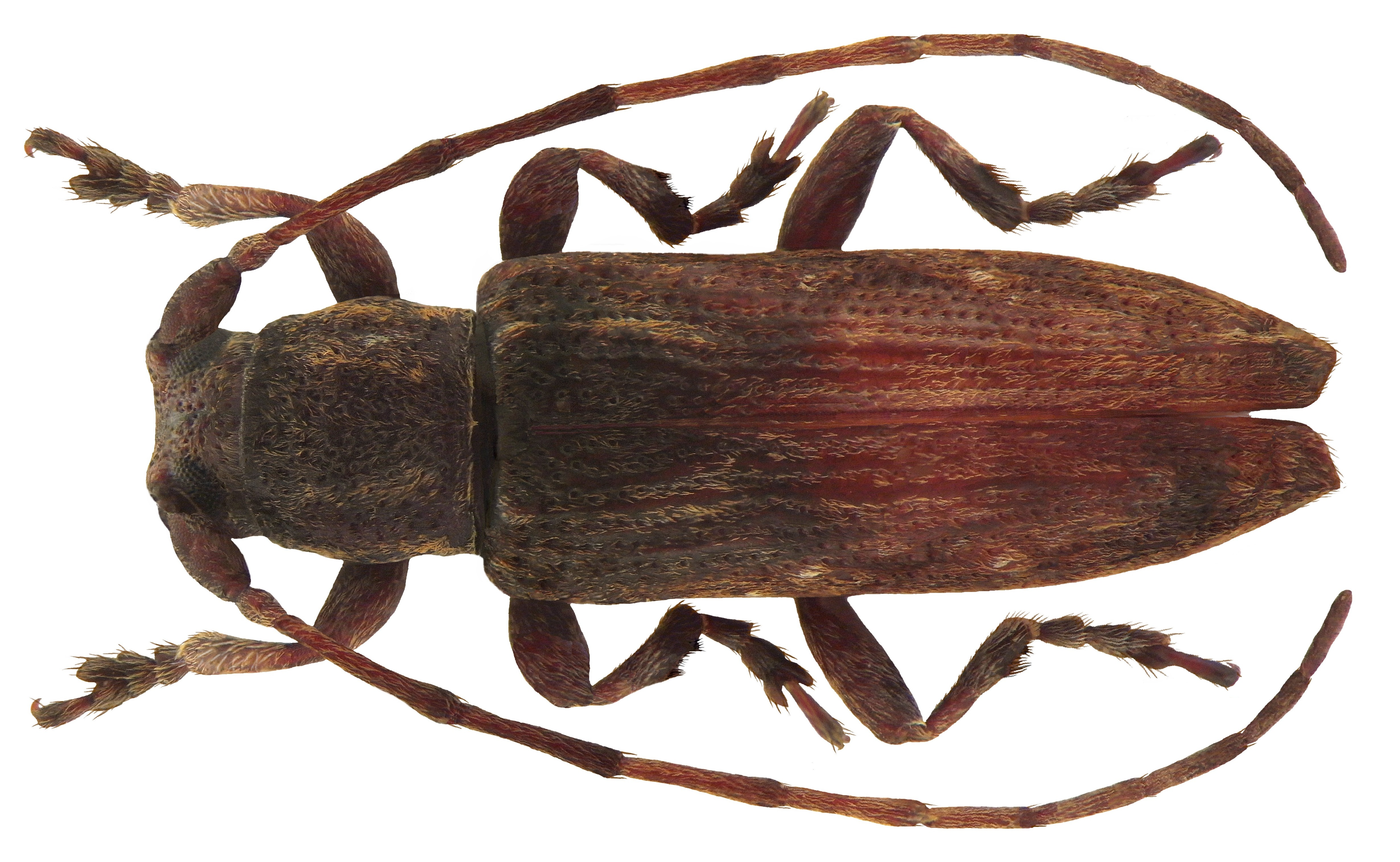
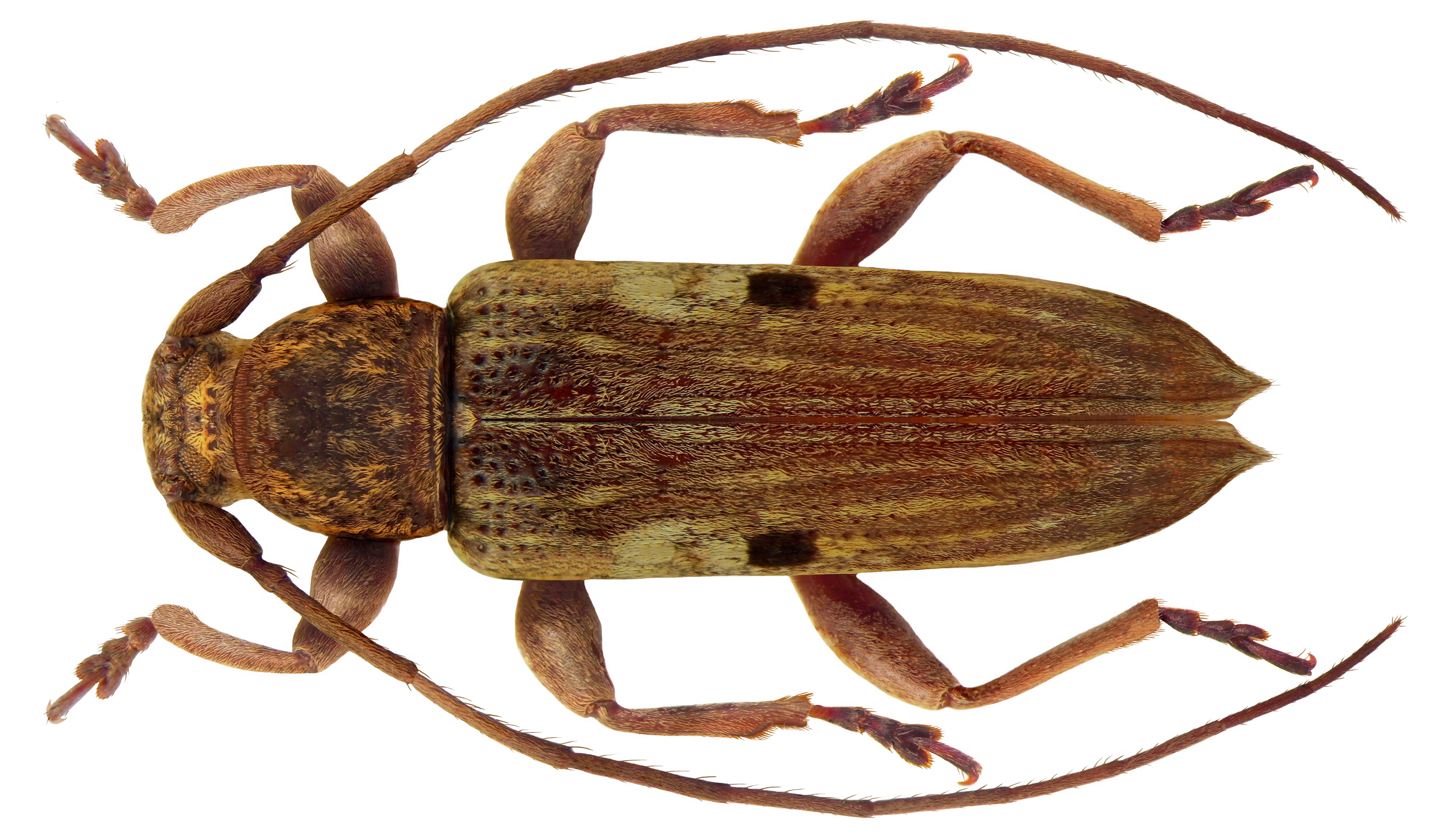
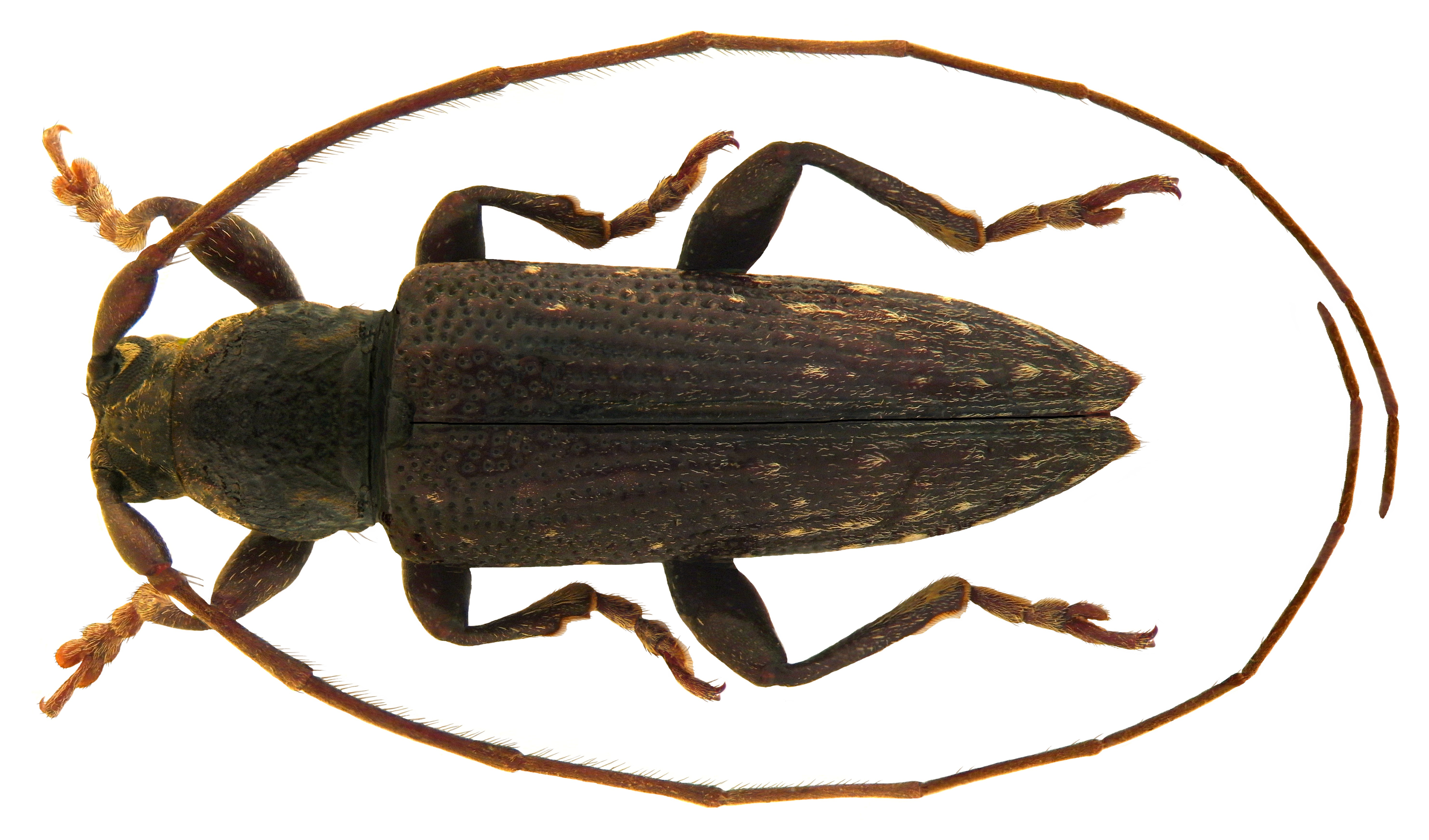

## Dottertaxa tillSybra, i alfabetisk ordning[1]
- Sybra acuta
- Sybra acutipennis
- Sybra aenescens
- Sybra aequabilis
- Sybra affinis
- Sybra albertisi
- Sybra albescens
- Sybra albisparsa
- Sybra albolineata
- Sybra albomaculata
- Sybra albopunctata
- Sybra alboscutellaris
- Sybra albostictica
- Sybra albostictipennis
- Sybra albosuturalis
- Sybra albovariegata
- Sybra albovittata
- Sybra alternans
- Sybra alternata
- Sybra ambigua
- Sybra amboinica
- Sybra anatahana
- Sybra andamanensis
- Sybra andamanica
- Sybra anulata
- Sybra apicalis
- Sybra apiceflava
- Sybra apicefusca
- Sybra apicemaculata
- Sybra apiceochreomaculata
- Sybra apicesignata
- Sybra apicespinosa
- Sybra apicevittata
- Sybra apomecynoides
- Sybra approximata
- Sybra arator
- Sybra arcifera
- Sybra assimilis
- Sybra auberti
- Sybra baloghi
- Sybra basialbofasciata
- Sybra basicristata
- Sybra basilana
- Sybra basimaculata
- Sybra basirufa
- Sybra beccarii
- Sybra benjamini
- Sybra bialbomaculata
- Sybra biangulata
- Sybra biapicata
- Sybra biatrosignata
- Sybra bicolor
- Sybra bicristata
- Sybra bicristipennis
- Sybra bifasciculosa
- Sybra biflavoguttata
- Sybra biflavoguttulata
- Sybra bifuscomaculata
- Sybra bifuscoplagiata
- Sybra bifuscoplagiatipennis
- Sybra bifuscopunctata
- Sybra biguttata
- Sybra biguttula
- Sybra bimaculata
- Sybra bimaculipennis
- Sybra binigromaculata
- Sybra binotata
- Sybra biochreoguttata
- Sybra biochreomaculata
- Sybra biochreopunctipennis
- Sybra bioculata
- Sybra bipartita
- Sybra bipunctata
- Sybra bipunctulata
- Sybra biroi
- Sybra bisignata
- Sybra bisignatoides
- Sybra bitriangularis
- Sybra borchmanni
- Sybra borneotica
- Sybra botelensis
- Sybra breuningi
- Sybra brevelineata
- Sybra brunnescens
- Sybra buruensis
- Sybra cana
- Sybra canoides
- Sybra carinata
- Sybra carinipennis
- Sybra carolinensis
- Sybra catalana
- Sybra catopa
- Sybra celebensis
- Sybra ceylonensis
- Sybra chaffanjoni
- Sybra chamorro
- Sybra chloropoda
- Sybra cinerascens
- Sybra cinerea
- Sybra citrina
- Sybra clara
- Sybra collaris
- Sybra concolor
- Sybra conicollis
- Sybra connexa
- Sybra consobrina
- Sybra consputa
- Sybra constricticollis
- Sybra contigua
- Sybra continentalis
- Sybra convexa
- Sybra coomani
- Sybra crassepuncta
- Sybra cristipennis
- Sybra curvatosignata
- Sybra cylindracea
- Sybra cylindraceoides
- Sybra dawsoni
- Sybra decemmaculata
- Sybra demarzi
- Sybra densealbomarmorata
- Sybra densemarmorata
- Sybra densepunctata
- Sybra densestictica
- Sybra densestictipennis
- Sybra deserta
- Sybra desueta
- Sybra devota
- Sybra dimidiata
- Sybra discomaculata
- Sybra djampeana
- Sybra dohertyi
- Sybra donckieri
- Sybra dorsata
- Sybra dorsatoides
- Sybra drescheri
- Sybra dunni
- Sybra egregia
- Sybra egumensis
- Sybra elongatissima
- Sybra elongatula
- Sybra emarginata
- Sybra ephippiata
- Sybra epilystoides
- Sybra erratica
- Sybra eson
- Sybra eumilis
- Sybra eunidioides
- Sybra excavatipennis
- Sybra fauveli
- Sybra femoralis
- Sybra fervida
- Sybra filiformis
- Sybra flava
- Sybra flavipennis
- Sybra flavitarsis
- Sybra flavoapicalis
- Sybra flavoguttata
- Sybra flavoides
- Sybra flavolineata
- Sybra flavomaculata
- Sybra flavomarmorata
- Sybra flavostictica
- Sybra flavostictipennis
- Sybra flavostriata
- Sybra fortipes
- Sybra fortiscapa
- Sybra frasersi
- Sybra freyi
- Sybra fulvoapicalis
- Sybra furtiva
- Sybra fusca
- Sybra fuscoantesignata
- Sybra fuscoapicalis
- Sybra fuscoapicaloides
- Sybra fuscoapicata
- Sybra fuscobiplagiata
- Sybra fuscofasciata
- Sybra fuscofasciatoides
- Sybra fuscolateralipennis
- Sybra fuscolateralis
- Sybra fuscomarmorata
- Sybra fuscomarmoratipennis
- Sybra fuscopicta
- Sybra fuscosternalis
- Sybra fuscosuturalis
- Sybra fuscotriangularis
- Sybra fuscovittata
- Sybra fuscovitticollis
- Sybra fuscovittipennis
- Sybra geminata
- Sybra geminatoides
- Sybra grisea
- Sybra griseola
- Sybra griseopubescens
- Sybra grisescens
- Sybra guamensis
- Sybra guttula
- Sybra hebridarum
- Sybra helleri
- Sybra herbacea
- Sybra holoflavogrisea
- Sybra holofusca
- Sybra humeralis
- Sybra humerosa
- Sybra iconica
- Sybra iconicoides
- Sybra ignobilis
- Sybra illaesa
- Sybra immaculata
- Sybra inanis
- Sybra incana
- Sybra incaniformis
- Sybra incanoides
- Sybra incivilis
- Sybra indistincta
- Sybra inermis
- Sybra integricollis
- Sybra internata
- Sybra intorta
- Sybra invia
- Sybra irrorata
- Sybra jaguarita
- Sybra javana
- Sybra javanica
- Sybra kaszabi
- Sybra kaszabiana
- Sybra keyensis
- Sybra kuri
- Sybra laetula
- Sybra laevepunctata
- Sybra latefasciata
- Sybra lateralis
- Sybra laterialba
- Sybra laterifusca
- Sybra laterifuscipennis
- Sybra laterivitta
- Sybra leucostictica
- Sybra lineata
- Sybra lineatipennis
- Sybra lineatoides
- Sybra lineolata
- Sybra lobata
- Sybra lombokana
- Sybra lombokensis
- Sybra longicollis
- Sybra longicornis
- Sybra longipes
- Sybra longula
- Sybra luteicornis
- Sybra luzonica
- Sybra maculiclunis
- Sybra maculicollis
- Sybra maculithorax
- Sybra malaccensis
- Sybra marcida
- Sybra marmorata
- Sybra marmorea
- Sybra masatakai
- Sybra mastersi
- Sybra mausoni
- Sybra mediofasciata
- Sybra medioflavomaculata
- Sybra mediofusca
- Sybra medioguttata
- Sybra mediomaculata
- Sybra mediovittata
- Sybra meeki
- Sybra microphthalma
- Sybra mimalternans
- Sybra mimobaculina
- Sybra mindanaonis
- Sybra mindorensis
- Sybra minima
- Sybra minuta
- Sybra minutior
- Sybra minutissima
- Sybra miscanthivola
- Sybra misella
- Sybra moczari
- Sybra modesta
- Sybra modestior
- Sybra moorei
- Sybra mucronata
- Sybra multicoloripennis
- Sybra multiflavostriata
- Sybra multifuscofasciata
- Sybra murina
- Sybra musashinoi
- Sybra narai
- Sybra negrosensis
- Sybra neopomeriana
- Sybra niasica
- Sybra nicobarica
- Sybra nigrobivittata
- Sybra nigrolineata
- Sybra nigromarmorata
- Sybra nigroobliquelineata
- Sybra nitida
- Sybra notatipennis
- Sybra novaebritanniae
- Sybra nubila
- Sybra obliquealbofasciata
- Sybra obliquealbovittata
- Sybra obliquebifasciata
- Sybra obliquefasciata
- Sybra obliquelineata
- Sybra obliquemaculata
- Sybra obliquevittata
- Sybra oblongipennis
- Sybra obtusipennis
- Sybra ochraceicollis
- Sybra ochraceovittata
- Sybra ochreicollis
- Sybra ochreoguttata
- Sybra ochreomaculithorax
- Sybra ochreomarmorata
- Sybra ochreosignata
- Sybra ochreosignatipennis
- Sybra ochreosparsa
- Sybra ochreosparsipennis
- Sybra ochreostictica
- Sybra ochreovittata
- Sybra ochreovittipennis
- Sybra odiosa
- Sybra oreora
- Sybra ornata
- Sybra ornaticollis
- Sybra oshimana
- Sybra palavana
- Sybra palavanica
- Sybra palawanicola
- Sybra pallens
- Sybra palliata
- Sybra pallida
- Sybra pantherina
- Sybra papuana
- Sybra papuensis
- Sybra parabisignatoides
- Sybra paralongicollis
- Sybra parastrandiella
- Sybra paraunicolor
- Sybra partefuscolateralis
- Sybra parteochreithorax
- Sybra parva
- Sybra parvula
- Sybra patrua
- Sybra patruoides
- Sybra peraffinis
- Sybra persimilis
- Sybra petulans
- Sybra pfanneri
- Sybra philippinensis
- Sybra piceomacula
- Sybra picta
- Sybra plagiata
- Sybra plagiatoides
- Sybra pluriguttata
- Sybra plurilineata
- Sybra poeciloptera
- Sybra ponapensis
- Sybra porcella
- Sybra postalbomaculata
- Sybra postalbomarmorata
- Sybra postbasicristata
- Sybra posticalis
- Sybra postmaculata
- Sybra postscutellaremaculata
- Sybra postscutellaris
- Sybra praemediomaculata
- Sybra praeusta
- Sybra preapicefasciata
- Sybra preapicefuscofasciata
- Sybra preapicemaculata
- Sybra preapicetriangularis
- Sybra primaria
- Sybra propinqua
- Sybra proxima
- Sybra proximata
- Sybra proximatoides
- Sybra pseudalternans
- Sybra pseudincana
- Sybra pseudincaniformis
- Sybra pseudirrorata
- Sybra pseudobityle
- Sybra pseudogeminata
- Sybra pseudolineata
- Sybra pseudomarmorata
- Sybra pseudosignata
- Sybra puella
- Sybra pulla
- Sybra pulverea
- Sybra pulvereoides
- Sybra punctata
- Sybra punctatostriata
- Sybra puncticollis
- Sybra punctulicollis
- Sybra purpurascens
- Sybra pusilla
- Sybra pusio
- Sybra putida
- Sybra quadriguttata
- Sybra quadrimaculata
- Sybra quadriplagiata
- Sybra quadripunctata
- Sybra quadristicta
- Sybra quinquevittata
- Sybra refecta
- Sybra regalis
- Sybra repudiosa
- Sybra roepstorffi
- Sybra rondoniana
- Sybra rosacea
- Sybra rouyeri
- Sybra rufa
- Sybra rufula
- Sybra rufulescens
- Sybra samarana
- Sybra sapho
- Sybra sarawakensis
- Sybra savioi
- Sybra scalaris
- Sybra schultzeana
- Sybra schultzei
- Sybra schurmanni
- Sybra scutellata
- Sybra semilunaris
- Sybra separanda
- Sybra seriata
- Sybra sexguttata
- Sybra sibuyana
- Sybra signata
- Sybra signatipennis
- Sybra signatoides
- Sybra sikkimensis
- Sybra simalurica
- Sybra similis
- Sybra singaporensis
- Sybra solida
- Sybra spinipennis
- Sybra spinosa
- Sybra stigmatica
- Sybra stramentosa
- Sybra strandi
- Sybra strandiella
- Sybra striatipennis
- Sybra striatopunctata
- Sybra subbiguttula
- Sybra subbiguttulata
- Sybra subclara
- Sybra subconicollis
- Sybra subcrassepuncta
- Sybra subdentaticeps
- Sybra subfortipes
- Sybra subgeminata
- Sybra subincana
- Sybra submodesta
- Sybra subpalawana
- Sybra subproximatoides
- Sybra subrotundipennis
- Sybra subtesselata
- Sybra subunicolor
- Sybra subuniformis
- Sybra sulcata
- Sybra sumatrana
- Sybra sumatrensis
- Sybra sumbawana
- Sybra surigaonis
- Sybra suturemaculata
- Sybra syces
- Sybra szekessyi
- Sybra taiwanensis
- Sybra tamborensis
- Sybra tenganensis
- Sybra terminata
- Sybra ternatensis
- Sybra tessellata
- Sybra tonkinensis
- Sybra trapezoidalis
- Sybra triangulifera
- Sybra trianguliferoides
- Sybra tricoloripennis
- Sybra triflavomaculata
- Sybra trilineata
- Sybra trimeresura
- Sybra uenoi
- Sybra umbratica
- Sybra unicolor
- Sybra unicoloripennis
- Sybra unifasciata
- Sybra uniformipennis
- Sybra uniformis
- Sybra uninigroguttata
- Sybra unipunctata
- Sybra vadoni
- Sybra varians
- Sybra variefasciata
- Sybra varipennis
- Sybra venosa
- Sybra violata
- Sybra violatoides
- Sybra vittaticollis
- Sybra vitticollis
- Sybra zebra